# Cestrum pedicellatum
Cestrum pedicellatum är en potatisväxtart som beskrevs av Sendt. Cestrum pedicellatum ingår i släktet Cestrum och familjen potatisväxter. Inga underarter finns listade i Catalogue of Life.